# Aquilegia alpina
Aquilegia alpina és una espècie de planta que pertany a la família de les ranunculàcies.

## Descripció
Aquilegia alpina és una planta herbàcia perenne que creix fins a 20 a 70 cm d'alçada. Les fulles trilobulades amb un peduncle llarg i doble que estan disposades en gran manera en una roseta basal. Les flors de color blau clar a blau-violeta, tenen entre una a cinc flors molt grans i que fan un diàmetre de 6 a 9 cm, amb pètals truncats i grans esperons lleugerament arquejats; i amb uns estams poc més curts que els pètals. El període de floració s'estén de juny a agost.
El nombre de cromosomes és 2n = 14.

## Distribució i hàbitat
Aquilegia alpina creix principalment als Alps occidentals. L'àrea de distribució s'estén des dels Alps Marítims fins a Vorarlberg. L'espècie també creix al nord dels Apenins.
Aquilegia alpina prospera millor en sòls humits i calcaris. Creixen a altituds de 1200 a 2600 metres. Generalment creix en el sotabosc arbustiu (sobretot roses alpines) i als estancs amb verns de forma solitària.
 
Aquilegia alpina està protegit a Àustria. A Suïssa està a la Llista vermella.

## Taxonomia
Aquilegia alpina va ser descrita per Carl von Linné i publicat a Species Plantarum 1: 533. 1753. (1 de maig de 1753).
Etimologia
Aquilegia : nom genèric que deriva del llatí aquila = "àguila", en referència a la forma dels pètals de la qual se'n diu que és com l'urpa d'una àguila.
alpina: epítet geogràfic que al·ludeix a la seva localització als Alps